# Huronsjön

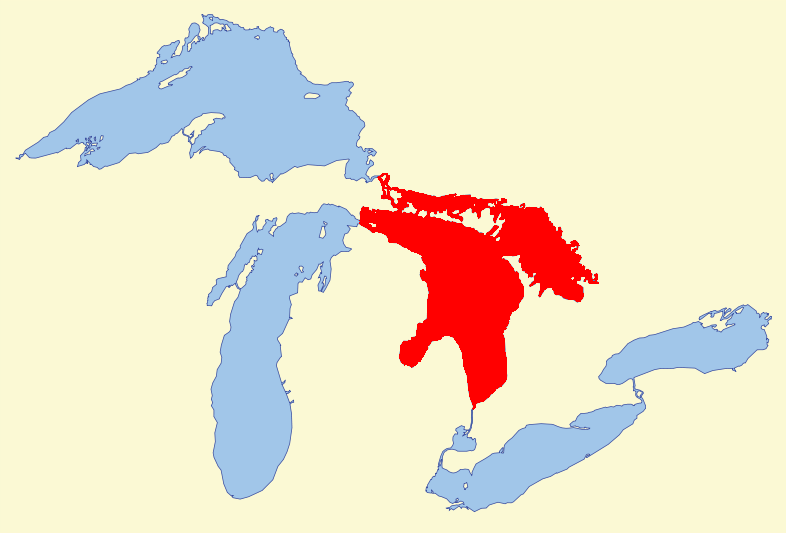
Stora sjöarna med Huronsjön markerad i rött.

Huronsjön (engelska: Lake Huron, franska: Lac Huron) är den näst största av de Stora sjöarna i östra Nordamerika, och delar den amerikanska delstaten Michigan från den kanadensiska provinsen Ontario. Sjön är belägen 176 meter över havet och har en yta på 59 593 km2, varav 23 593 tillhör USA och 36 000 Kanada. Största djup är 229 meter.
Huronsjön förbinds med Michigansjön, som ligger på samma höjd över havet, genom det smala Mackinacsundet. Övre sjön ligger något högre än dessa båda sjöar, och förbinds med Huronsjön genom St. Marys River. Huronsjön avvattnas till Lake Saint Clair av Saint Clair River.
Manitoulin Island, världens största ö i en insjö, ligger i Huronsjön. Denna ö och omgivande mindre öar delar sjön i tre delar: huvuddelen i sydväst, Georgian Bay i öster och North Channel i norr. Georgian Bay ligger helt i Kanada.